# Saison 2 de South Park
Chronologie
Saison 1 Saison 3
La deuxième saison de South Park se compose de dix-huit épisodes et est, en aout 2021, toujours la plus longue de la série  — saison longue à la suite du succès de la première. Elle commence par un poisson d'avril et finit par un épisode « OVNI », rempli d'action et de gags absurdes.

## Épisodes
| № | #  | Titre                                                                                                 | Réalisation | Scénario                                     | Première diffusion |
| --- | -- | --- | ----------- | -------------------------------------------- | ------------------ |
| 14 | 1  | Jamais sans mon anus Terrance and Phillip in Not Without My Anus                                      | Trey Parker | Trey Parker & Matt Stone & Trisha Nixon      | 1er avril 1998     |
| Terrance et Philippe sont victimes d'un complot de Scott qui permet à Saddam Hussein d'envahir le Canada.                                                                               |    | |             |                                              |                    |
| 15 | 2  | La mère de Cartman est toujours une folle du cul Cartman's Mom Is Still a Dirty Slut                  | Trey Parker | Trey Parker & David Goodman                  | 22 avril 1998      |
| Le suspense est à son comble, Mephisto va dévoiler qui est le père de Cartman, lorsque soudain on lui tire dessus.                                                                      |    | |             |                                              |                    |
| 16 | 3  | Le Zizi de Ike Ike's Wee Wee                                                                          | Trey Parker | Trey Parker & Matt Stone                     | 20 mai 1998        |
| Kyle apprend que ses parents veulent faire circoncire son frère. Pendant ce temps, M. Mackey découvre la drogue.                                                                        |    | |             |                                              |                    |
| 17 | 4  | Le Charmeur de poules Chickenlover                                                                    | Trey Parker | Trey Parker & Matt Stone & David Goodman     | 27 mai 1998        |
| Le bibliobus arrive à South Park. Les enfants n'en ont cure, jusqu'à ce qu'une affaire de viol de poules n'éclate.                                                                      |    | |             |                                              |                    |
| 18 | 5  | Le Fœtus siamo-maxillaire Conjoined Fetus Lady                                                        | Trey Parker | Trey Parker & Matt Stone & David Goodman     | 3 juin 1998        |
| L'infirmière Gollum effraie toute la ville. Les gens, la pensant isolée, tentent de l'intégrer à la société.                                                                            |    | |             |                                              |                    |
| 19 | 6  | La Grenouille mexicaine hypnotique du sud du Sri Lanka The Mexican Staring Frog of Southern Sri Lanka | Trey Parker | Trey Parker & Matt Stone                     | 10 juin 1998       |
| Jimbo et Ned animent une émission sur la chasse sur une chaîne du câble. |    | |             |                                              |                    |
| 20 | 7  | La Ville au bord de l'éternité City on the Edge of Forever                                            | Trey Parker | Trey Parker & Matt Stone & Nancy M. Pimental | 17 juin 1998       |
| Le bus scolaire est coincé face à une falaise. Mlle Crabtree va chercher de l'aide et devient alors une vedette.                                                                        |    | |             |                                              |                    |
| 21 | 8  | L'Été, ça craint Summer Sucks                                                                         | Trey Parker | Trey Parker & Nancy M. Pimental              | 24 juin 1998       |
| Alors que Jimbo et Ned veulent faire des feux d'artifice pour le 4 juillet, M. Garrison s'aperçoit que M. Toc a disparu et qu'il est "son côté gay"...                                  |    | |             |                                              |                    |
| 22 | 9  | Boulettes de Chef au chocolat salé Chef's Chocolate Salty Balls                                       | Trey Parker | Trey Parker & Matt Stone & Nancy M. Pimental | 19 août 1998       |
| Le festival de Sundance arrive à South Park. Mais les festivaliers étouffent M. Hankey avec leurs déjections pleines de nourriture bio.                                                 |    | |             |                                              |                    |
| 23 | 10 | Varicelle Chickenpox                                                                                  | Trey Parker | Trey Parker & Matt Stone & Tricia Nixon      | 26 août 1998       |
| Les parents de South Park décident de donner la varicelle à leurs enfants, en les envoyant dormir chez Kenny McCormick, pour éviter qu'ils ne l'attrapent lorsqu'ils seront plus vieux. |    | |             |                                              |                    |
| 24 | 11 | Roger Ebert devrait manger moins gras Roger Ebert Should Lay Off the Fatty Foods                      | Trey Parker | Trey Parker & David Goodman                  | 2 septembre 1998   |
| La classe de Mr. Garrison est emmenée au planétarium de South Park qui est un lieu des plus ennuyeux…                                                                                   |    | |             |                                              |                    |
| 25 | 12 | La Garçonnière Clubhouses                                                                             | Trey Parker | Trey Parker & Matt Stone & Nancy M. Pimental | 23 septembre 1998  |
| Alors que Stan doit construire une garçonnière pour jouer à "action ou vérité" avec Wendy Testaburger, ses parents se séparent.                                                         |    | |             |                                              |                    |
| 26 | 13 | Les Journées vaches Cow Days                                                                          | Trey Parker | Trey Parker & Matt Stone & Nancy M. Pimental | 30 septembre 1998  |
| C'est la fête de la vache à South Park. La programmation inclut rodéo et fête foraine.                                                                                                  |    | |             |                                              |                    |
| 27 | 14 | Chef Aid                                                                                              | Trey Parker | Trey Parker & Matt Stone                     | 7 octobre 1998     |
| Chef a été spolié : on lui a volé des droits sur ses chansons. |    | |             |                                              |                    |
| 28 | 15 | Poisson sanglant Spookyfish                                                                           | Trey Parker | Trey Parker                                  | 28 octobre 1998    |
| Tante Flo, la sœur de Sharon Marsh, offre à son neveu un poisson rouge. Mais Stan découvre que c'est en réalité un tueur en série...                                                    |    | |             |                                              |                    |
| 29 | 16 | Joyeux Noël Charlie Manson ! Merry Christmas Charlie Manson!                                          | Eric Stough | Trey Parker & Nancy M. Pimental              | 9 décembre 1998    |
| Kyle, Kenny et Cartman s'en vont pour les fêtes de Noël dans le Nebraska pour aller rendre visite à la grand-mère de Cartman.                                                           |    | |             |                                              |                    |
| 30 | 17 | Les Gnomes voleurs de slips Gnomes                                                                    | Trey Parker | Trey Parker & Matt Stone & Pam Brady         | 16 décembre 1998   |
| Mr. Tweak risque de perdre son café à cause de la concurrence des cafés Harbucks... |    | |             |                                              |                    |
| 31 | 18 | L'Homme des glaces Prehistoric Ice Man                                                                | Eric Stough | Trey Parker & Nancy M. Pimental              | 20 janvier 1999    |
| Les enfants trouvent un corps pris dans la glace. En réalité, il s'agit d'un homme du passé, congelé depuis 1996...                                                                     |    | |             |                                              |                    |

## Dates de diffusion
Le premier épisode est diffusé le 1er avril 1998. 
Le second épisode est diffusé le 22 avril, puis le troisième le 20 mai. Les dates de diffusions de cette saison sont assez chaotiques.
La saison s'achève le 20 janvier 1999.